# كنيسة الحبل بلا دنس (سان كريستوبال دي لا لاغونا)

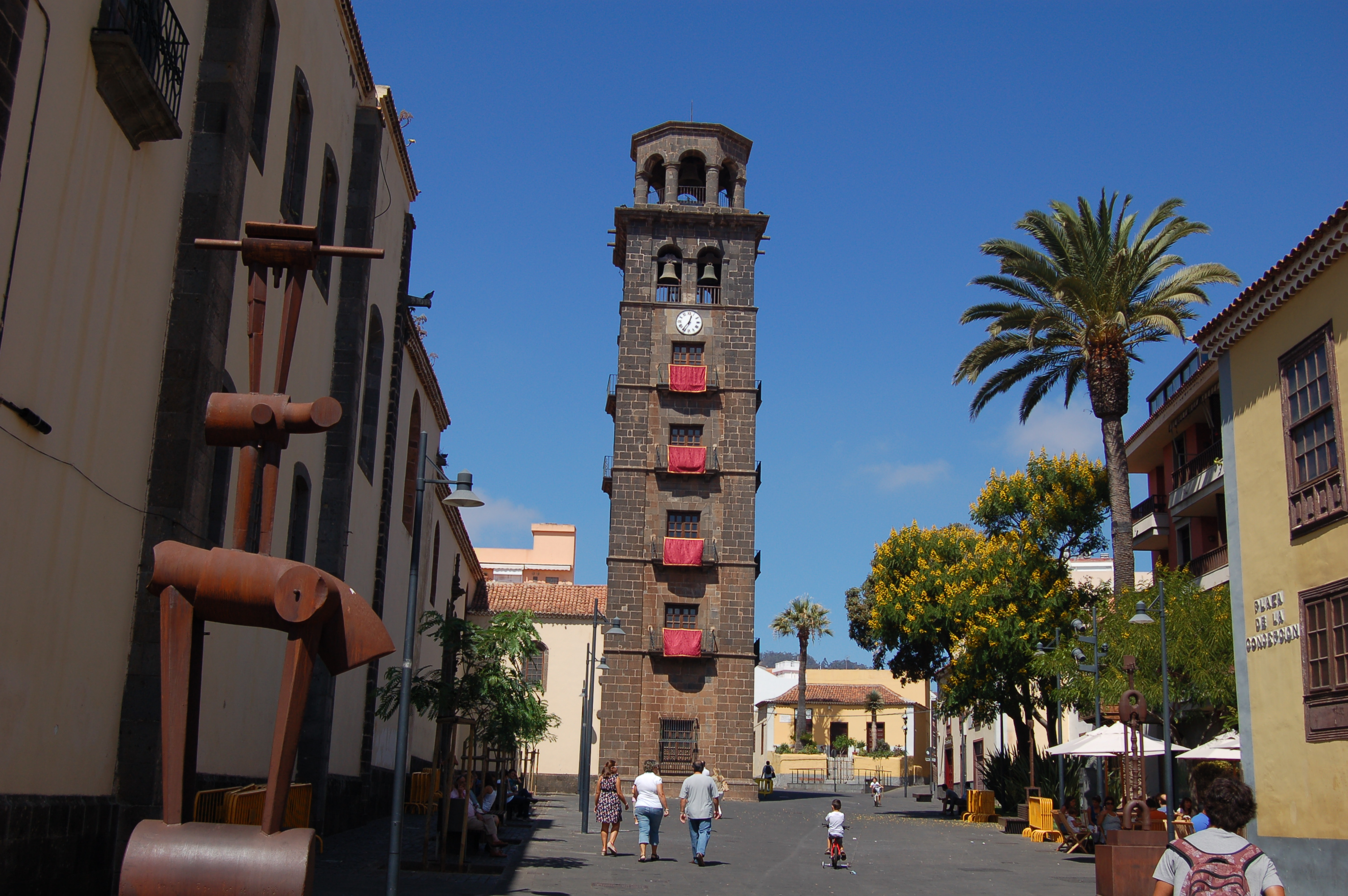
كنيسة الحبل بلا دنس

كنيسة الحبل بلا دنس (بالإسبانية: Parroquia Matriz de la Concepción) هي الكنيسة الراعية لمدينة سان كريستوبال دي لا لاغونا وجزيرة تينيريفي.
أسسها ألونسو فرنانديز دي لوغو عام 1511 الذي قد غزا جزيرة تينيريفي عام 1496. وأكثر ما يميز الكنيسة هو برج الأجراس 28 متراً، الذي بني في أواخر القرن السابع عشر. وقد شهدت الكنيسة العديد من التعديلات والإضافات على مر السنين.

## معرض صور

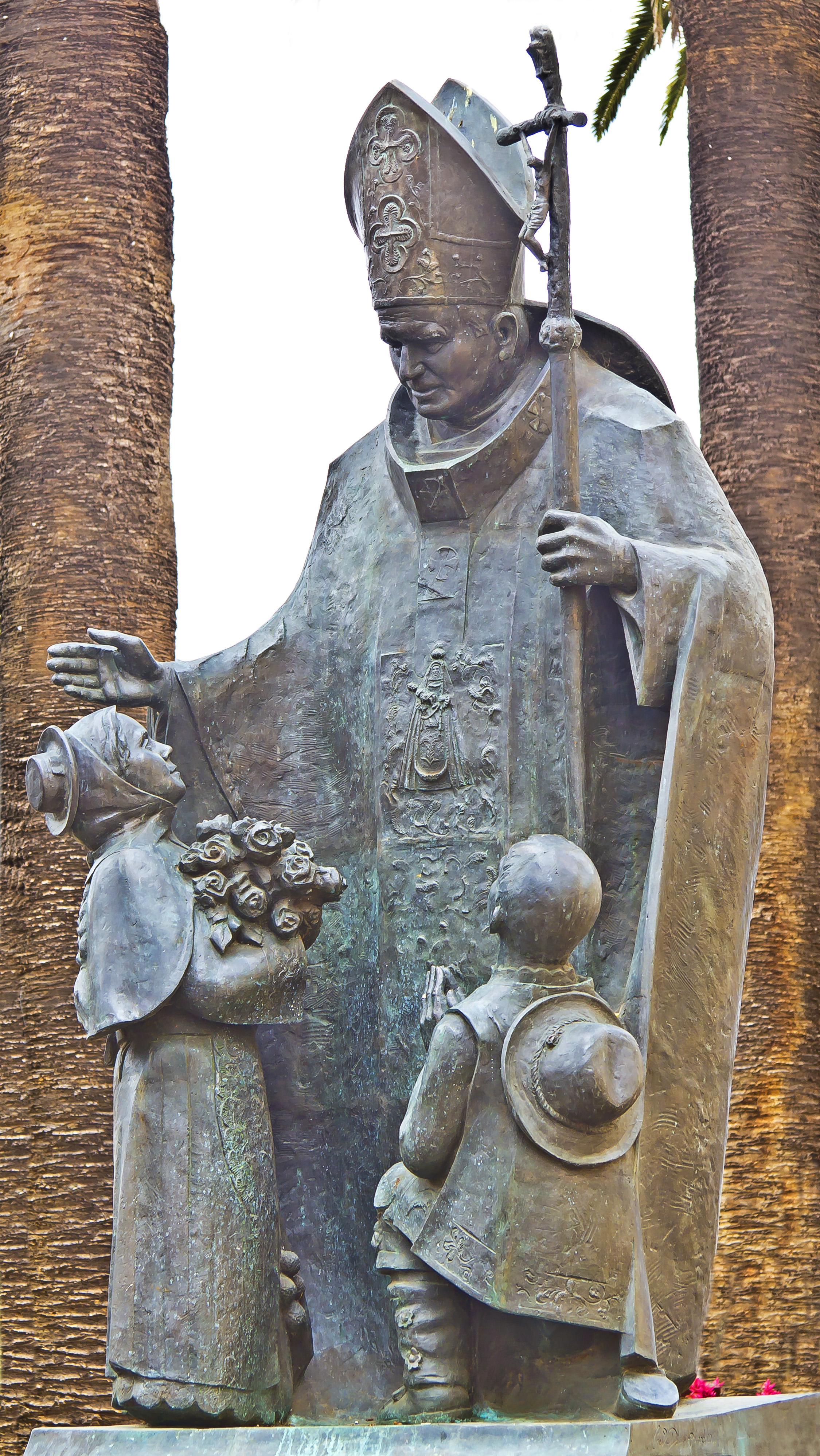
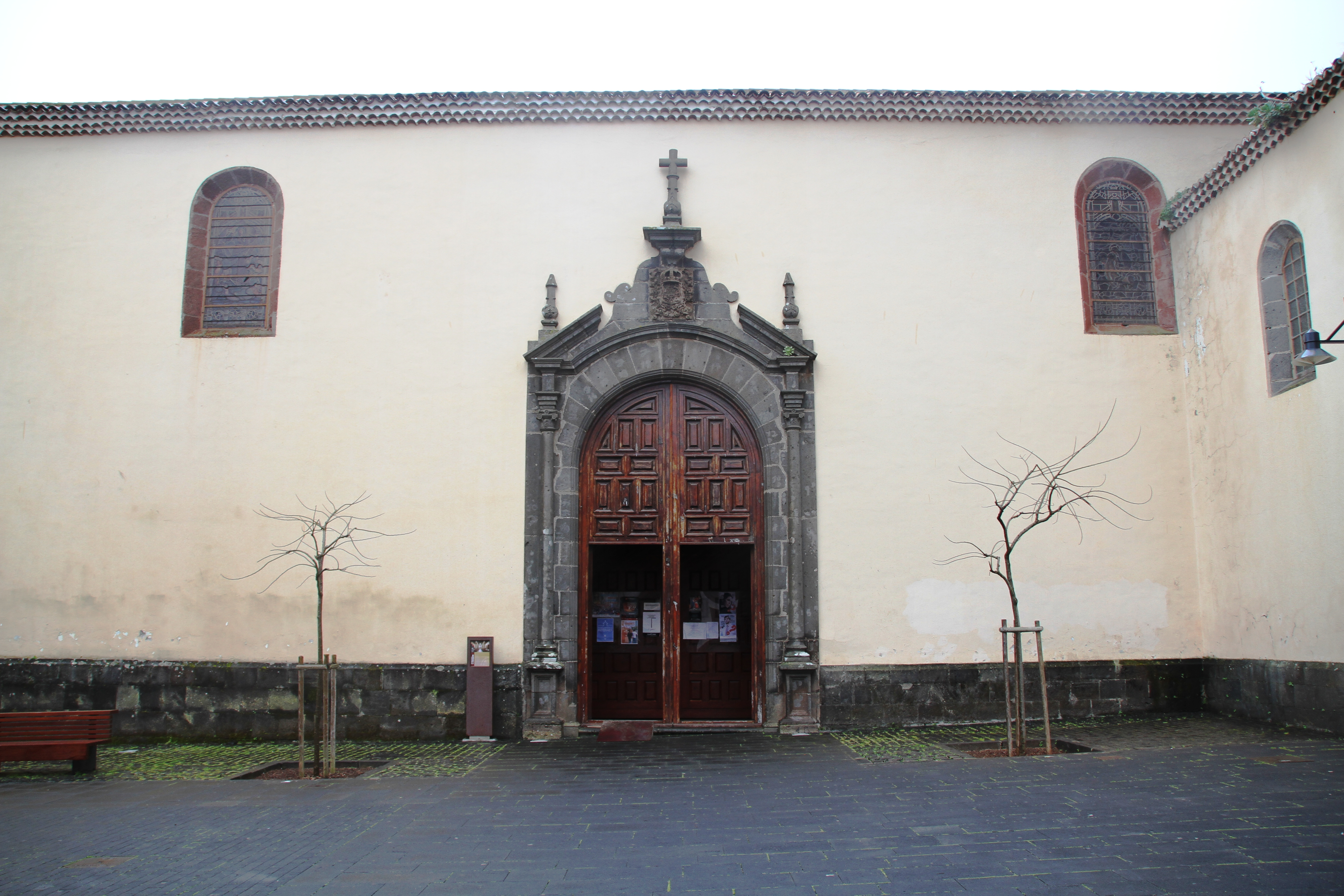
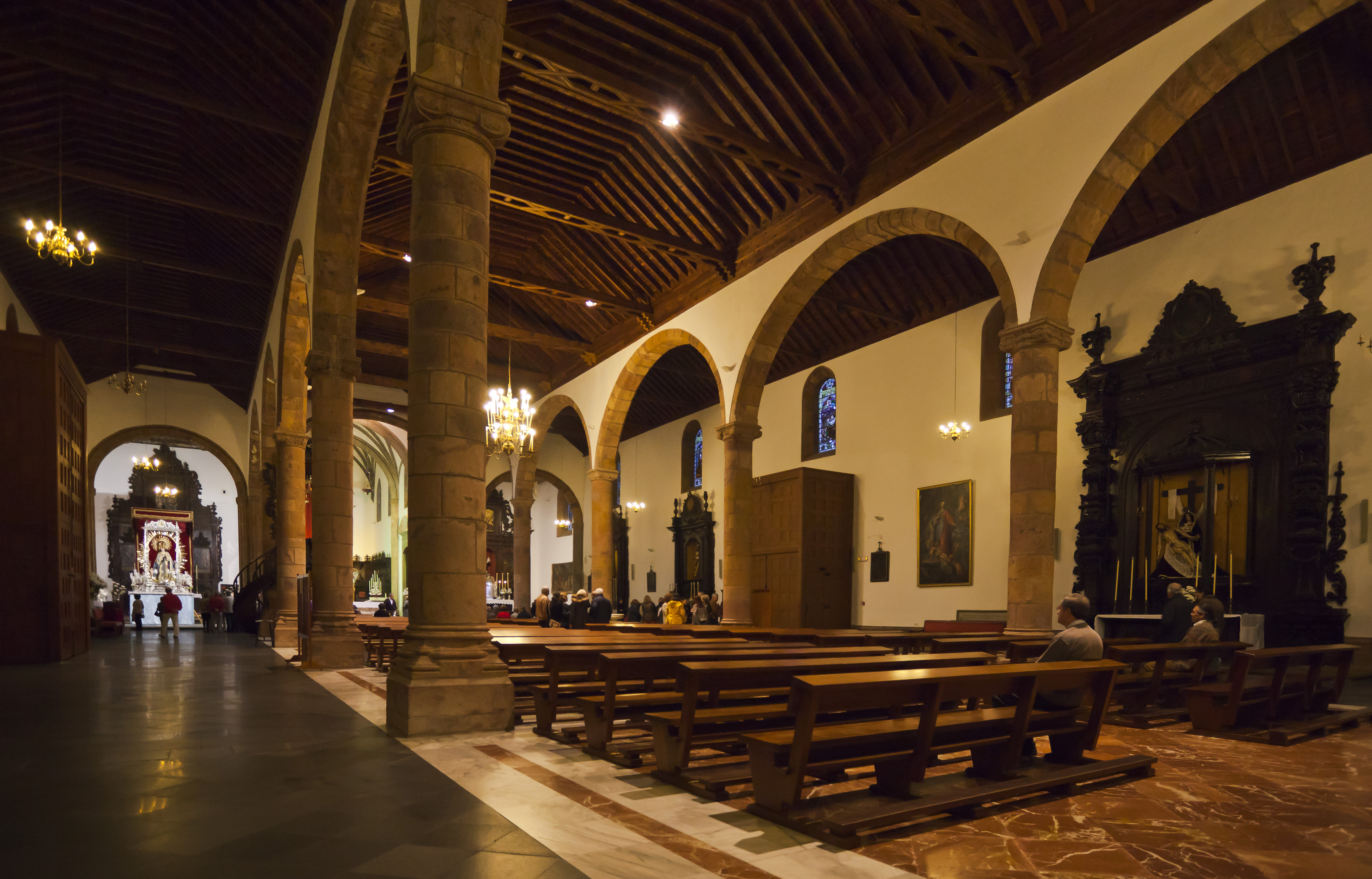
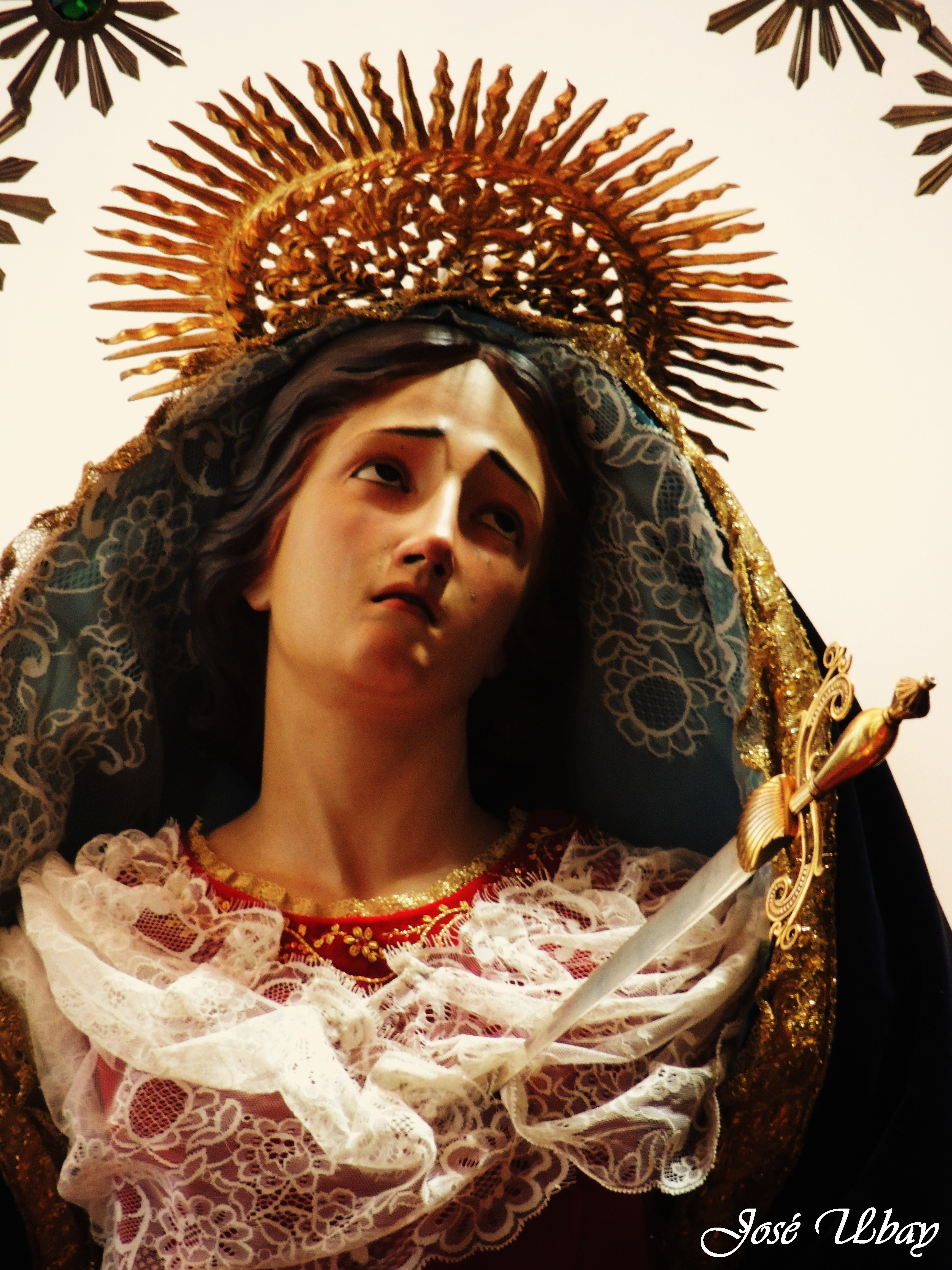
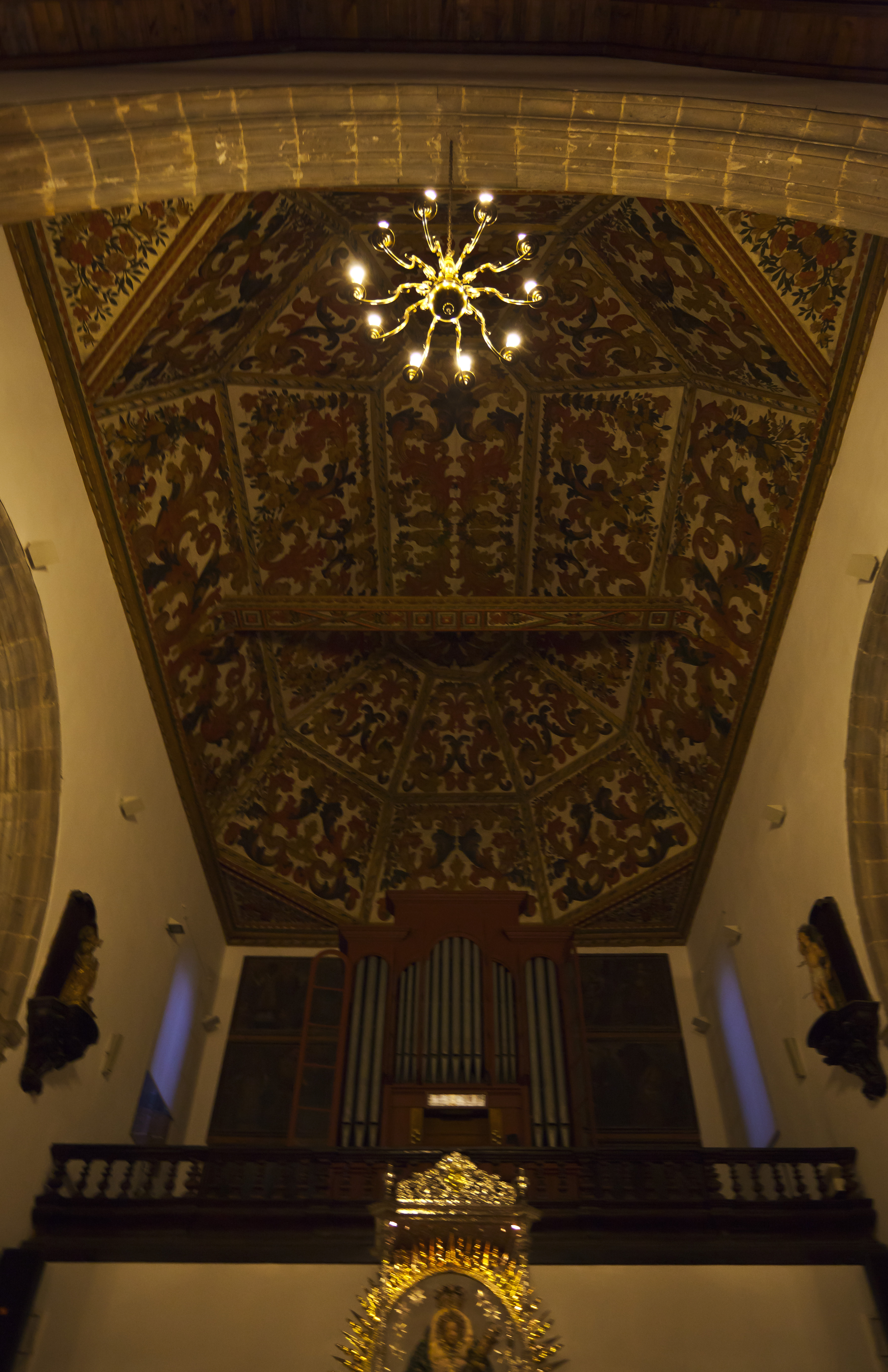